# Église Saint-Martin de Villette
L’église Saint-Martin est un édifice religieux qui se trouve dans la commune française de Villette, dans les Yvelines.

## Historique

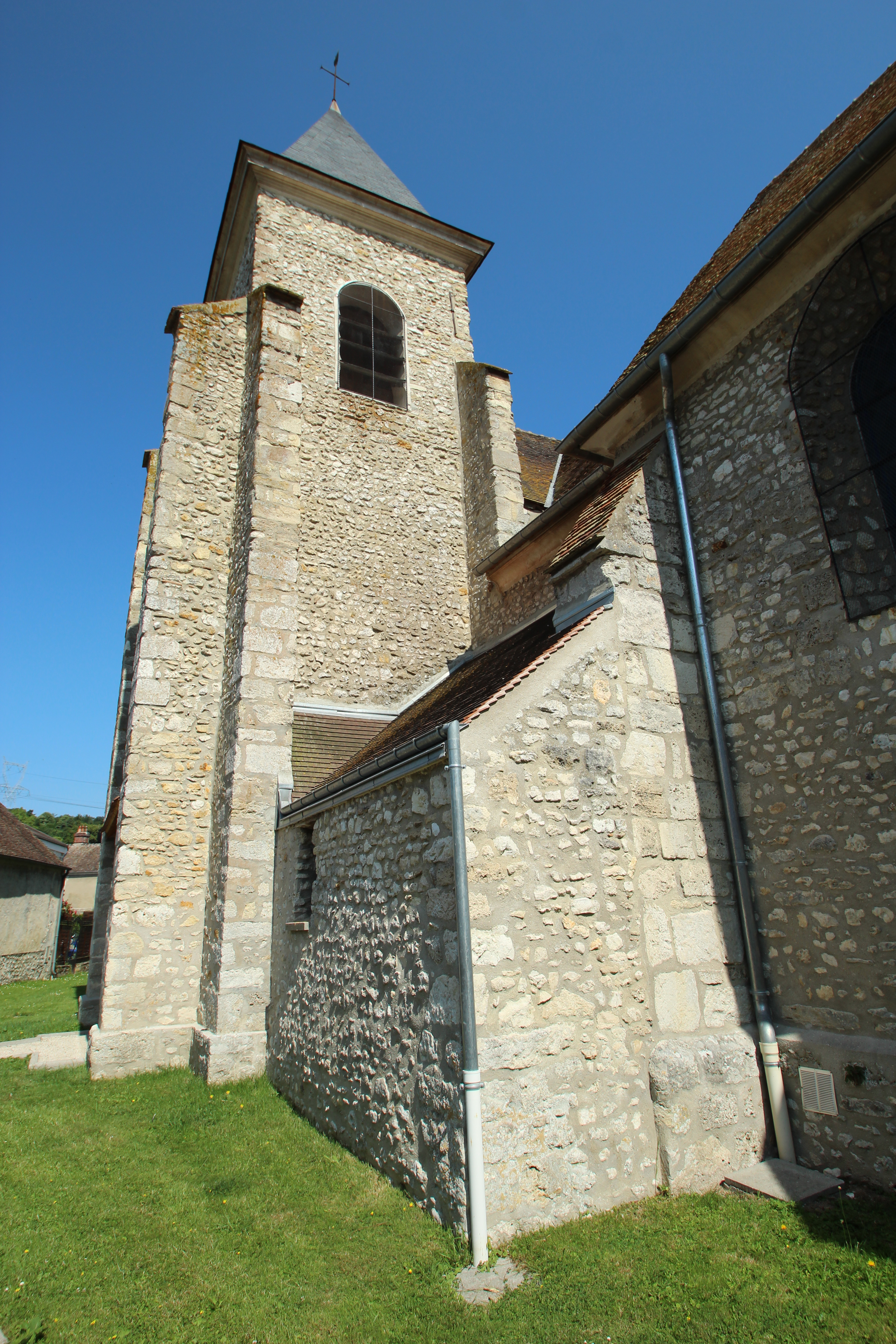
L'église Saint-Martin en juin 2015.

L'existence d'une église à cet endroit est attestée en 704 par son don fait par Childebert IV à l'abbaye de Saint-Wandrille. Cette donation fut confirmée en 1144 par le pape Innocent II et en 1177 par Louis VII.
Sa construction remonte au XIIe siècle. Elle est remaniée au XVIIe siècle et bénie le 23 décembre 1646. En 1772, une nouvelle restauration est entreprise.

## Description
Elle est bâtie sur un plan longitudinal se terminant par un chevet polygonal.
La voûte, lambrissée, est en forme de carène inversée.